# Alex Gregory
Alexander John Gregory –conocido como Alex Gregory– (Cheltenham, 11 de marzo de 1984) es un deportista británico que compitió en remo.
Participó en dos Juegos Olímpicos de Verano, obteniendo dos medallas, oro en Londres 2012 y oro en Río de Janeiro 2016, en la prueba de cuatro sin timonel.
Ganó cinco medallas de oro en el Campeonato Mundial de Remo entre los años 2009 y 2015, y tres medallas en el Campeonato Europeo de Remo entre los años 2014 y 2016.

## Palmarés internacional
| Juegos Olímpicos   | Juegos Olímpicos         | Juegos Olímpicos | Juegos Olímpicos   |
| Año                | Lugar                    | Medalla          | Prueba             |
| ------------------ | ------------------------ | ---------------- | ------------------ |
| 2012               | Londres (Reino Unido)    | Medalla de oro   | Cuatro sin timonel |
| 2016               | Río de Janeiro (Brasil)  | Medalla de oro   | Cuatro sin timonel |
| Campeonato Mundial |                          |                  |                    |
| Año                | Lugar                    | Medalla          | Prueba             |
| 2009               | Poznań (Polonia)         | Medalla de oro   | Cuatro sin timonel |
| 2011               | Bled (Eslovenia)         | Medalla de oro   | Cuatro sin timonel |
| 2013               | Chungju (Corea del Sur)  | Medalla de oro   | Ocho con timonel   |
| 2014               | Ámsterdam (Países Bajos) | Medalla de oro   | Cuatro sin timonel |
| 2015               | Aiguebelette (Francia)   | Medalla de oro   | Ocho con timonel   |
| Campeonato Europeo |                          |                  |                    |
| Año                | Lugar                    | Medalla          | Prueba             |
| 2014               | Belgrado (Serbia)        | Medalla de oro   | Cuatro sin timonel |
| 2015               | Poznań (Polonia)         | Medalla de plata | Ocho con timonel   |
| 2016               | Brandeburgo (Alemania)   | Medalla de oro   | Cuatro sin timonel |